# Friedhofskapelle Bebertal

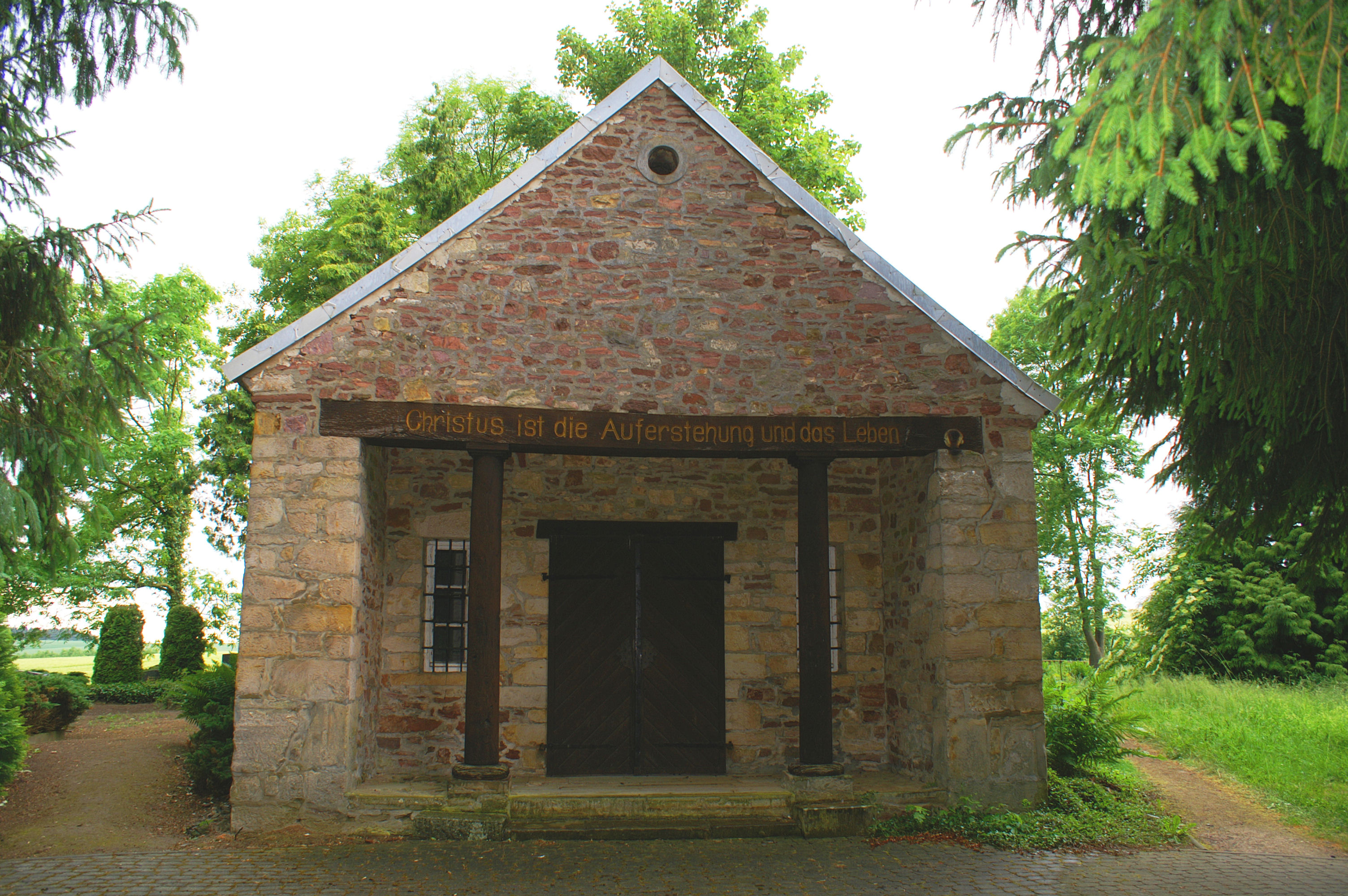
Ostseite mit Eingang der Friedhofskapelle

Die Friedhofskapelle Bebertal (im Ortsteil Bebertal I, früher Alvensleben) ist der Überlieferung nach eine von 35 Taufkirchen, die Bischof Hildegrim I. von Halberstadt (804–827) bereits im 9. Jahrhundert gründete und dem Heiligen Stephan weihte.
So stammt der einfache rechteckige Saalbau wahrscheinlich aus dem 10. Jahrhundert. Die beiden Rundfenster und die geschichteten Feldsteine in der Nord- und Südwand sind möglicherweise ebenfalls aus vorromanischer Zeit. Seit dem 17. Jahrhundert wird die kleine Kirche als Friedhofskapelle genutzt.
In der ersten Hälfte des 19. Jahrhunderts wurde die Friedhofskapelle zu einem Antentempel umgebaut. Dabei wurden die hölzernen Säulen eingebaut, die heute den Ostgiebel stützen.